# Barbus balcanicus
Barbus balcanicus es una especie de peces de la familia de los Cyprinidae en el orden de los Cypriniformes.

## Morfología
Los machos pueden llegar alcanzar los 17,5 cm de longitud totaltotal.

## Hábitat
Es un pez de agua dulce.

## Distribución geográfica
Se encuentra en Serbia, en la cuenca del río Soca (Italia, Eslovenia), el Danubio, en Grecia y Macedonia. 